# Tillandsia triglochinoides
Tillandsia triglochinoides är en gräsväxtart som beskrevs av Karel Presl. Tillandsia triglochinoides ingår i släktet Tillandsia och familjen Bromeliaceae. Inga underarter finns listade i Catalogue of Life.